# Troféu Las Salinas-Alcudia de 2023
A 16.ª edição da clássica de ciclismo Troféu Las Salinas-Alcudia foi uma corrida na Espanha que se celebrou a 26 de janeiro de 2023 sobre um percurso de 158,6 quilómetros na ilha balear de Mallorca . A corrida fez parte do segundo troféu da Challenge Ciclista a Mallorca de 2023.
A corrida fez parte do UCI Europe Tour de 2023, calendário ciclístico dos Circuitos Continentais da UCI, dentro da categoria 1.1 e foi vencida pelos neerlandês Marijn van den Berg do EF Education-EasyPost. Completaram o pódio, como segundo e terceiro classificado respectivamente, o britânico Ethan Vernon do Soudal Quick-Step e o eritreo Biniam Girmay do Intermarché-Circus-Wanty.

## Equipas participantes
Tomaram parte na corrida 21 equipas: 8 de categoria UCI WorldTeam, 10 de categoria UCI ProTeam, 1 de categoria Continental e uma seleção nacional. Formaram assim um pelotão de 147 ciclistas dos que acabaram 131. As equipas participantes foram:
| Equipes WorldTeam (8)- Bora-Hansgrohe - Arkéa-Samsic - Cofidis - EF Education-EasyPost - Intermarché-Circus-Wanty - Movistar Team - Soudal Quick-Step - UAE Team Emirates Equipes ProTeam (10)- Burgos-BH - Caja Rural-Seguros RGA - Eolo-Kometa - Euskaltel-Euskadi - Equipo Kern Pharma - Green Project-Bardiani CSF-Faizanè - Human Powered Health - Israel-Premier Tech - Lotto Dstny - Team Flanders-Baloise Equipes Continentais (2)- Electro Hiper Europa - Project Echelon Racing Equipe nacional- Espanha |
| |

## Classificação final
- A classificação finalizou da seguinte forma:[3]

| \| Classificação geral \| Classificação geral \| Classificação geral \| Classificação geral \| Classificação geral \| \| Ciclista \| Ciclista \| Equipe \| Tempo \| \| \| ------------------- \| ------------------- \| ------------------------ \| ------------------- \| ------------------- \| \| 1. \| Marijn van den Berg \| EF Education-EasyPost \| 3h37m31s \| \| \| 2. \| Ethan Vernon \| Soudal Quick-Step \| + 0s \| \| \| 3. \| Biniam Girmay \| Intermarché-Circus-Wanty \| + 0s \| \| \| 4. \| Axel Zingle \| Cofidis \| + 0s \| \| \| 5. \| Antonio Jesús Soto \| Euskaltel-Euskadi \| + 0s \| \| \| 6. \| Max Kanter \| Movistar Team \| + 0s \| \| \| 7. \| Carlos Canal \| Euskaltel-Euskadi \| + 0s \| \| \| 8. \| Rui Oliveira \| UAE Team Emirates \| + 0s \| \| \| 9. \| Mike Teunissen \| Intermarché-Circus-Wanty \| + 0s \| \| \| 10. \| Patrick Konrad \| Bora-Hansgrohe \| + 0s \| \| |                     |                          |          |
| |                     |                          |          |
| Fonte: ProCyclingStats |                     |                          |          |
| Classificação geral |                     |                          |          |
| Ciclista | Ciclista            | Equipe                   | Tempo    |
| 1. | Marijn van den Berg | EF Education-EasyPost    | 3h37m31s |
| 2. | Ethan Vernon        | Soudal Quick-Step        | + 0s     |
| 3. | Biniam Girmay       | Intermarché-Circus-Wanty | + 0s     |
| 4. | Axel Zingle         | Cofidis                  | + 0s     |
| 5. | Antonio Jesús Soto  | Euskaltel-Euskadi        | + 0s     |
| 6. | Max Kanter          | Movistar Team            | + 0s     |
| 7. | Carlos Canal        | Euskaltel-Euskadi        | + 0s     |
| 8. | Rui Oliveira        | UAE Team Emirates        | + 0s     |
| 9. | Mike Teunissen      | Intermarché-Circus-Wanty | + 0s     |
| 10. | Patrick Konrad      | Bora-Hansgrohe           | + 0s     |

## UCI World Ranking
O Troféu As Salinas-Alcudia outorgou pontos para o UCI World Ranking para corredores das equipas nas categorias UCI WorldTeam, UCI ProTeam e Continental. As seguintes tabelas são o barómetro de pontuação e os dez corredores que obtiveram mais pontos:
| Posição   | 1.º | 2.º | 3.º | 4.º | 5.º | 6.º | 7.º | 8.º | 9.º | 10.º | 11.º | 12.º | 13.º-15.º | 16.º-25.º |
| Pontuação | 125 | 85  | 70  | 60  | 50  | 40  | 35  | 30  | 25  | 20   | 15   | 10   | 5         | 3         |

| Classificação |                     |                          |        |
| Posição       | Ciclista            | Equipa                   | Pontos |
| ------------- | ------------------- | ------------------------ | ------ |
| 1.º           | Marijn van den Berg | EF Education-EasyPost    | 125    |
| 2.º           | Ethan Vernon        | Soudal Quick-Step        | 85     |
| 3.º           | Biniam Girmay       | Intermarché-Circus-Wanty | 70     |
| 4.º           | Axel Zingle         | Cofidis                  | 60     |
| 5.º           | Antonio Jesús Soto  | Euskaltel-Euskadi        | 50     |
| 6.º           | Max Kanter          | Movistar                 | 40     |
| 7.º           | Carlos Canal        | Euskaltel-Euskadi        | 35     |
| 8.º           | Rui Oliveira        | UAE Emirates             | 30     |
| 9.º           | Mike Teunissen      | Intermarché-Circus-Wanty | 25     |
| 10.º          | Patrick Konrad      | Bora-Hansgrohe           | 20     |